# Élection présidentielle lituanienne de 2019
L'élection présidentielle lituanienne de 2019 se déroule les 12 et 26 mai 2019 afin d'élire le président de la Lituanie pour un mandat de cinq ans. La Constitution lituanienne limitant à deux le nombre de mandats présidentiels, la présidente sortante Dalia Grybauskaitė n'est pas candidate à sa réélection,.
Un double référendum sur une réduction du nombre de parlementaires et la légalisation de la double nationalité a lieu en même temps que le premier tour.
La candidate conservatrice Ingrida Šimonytė ainsi que le candidat de centre droit Gitanas Nausėda se qualifient tous deux pour le second tour avec des résultats très proches, la première emportant 31,53 % des suffrages et le second 31,16 %. Nausėda l'emporte cependant au second par une très large majorité, totalisant 66,53 % des suffrages exprimés.

## Campagne
La campagne est dominée par trois candidats au coude-à-coude dans les sondages :  le Premier ministre de centre gauche Saulius Skvernelis, l'ancienne ministre des Finances Ingrida Šimonytė, candidate des conservateurs, et l'économiste indépendant Gitanas Nausėda.
Skvernelis y adopte une posture jugée populiste faisant recette dans les zones rurales défavorisées. Cet ancien commandant de la police nationale, très populaire du fait de ses réformes contre la corruption et l'insécurité routière, jusqu'à devenir ministre de l'intérieur en 2014, amène l'Union lituanienne agraire et des verts à la victoire deux ans plus tard, sans toutefois devenir membre du parti même une fois devenu premier ministre. Partisan d'un franc parler, il prône la fermeté contre la corruption et adopte une posture opposée aux élites citadines du milieu des affaires.
À l'opposé, Šimonytė rassemble son électorat parmi la population citadine aisée. La candidate fait succès dans les médias du fait de son sens de l'humour. L'économiste avait notamment géré la politique d'austérité du pays lors de la crise de 2009, durant laquelle l'économie avait plongé de 15 %. Son bilan s'attire les critiques pour ses coupes dans les revenus des fonctionnaires et des retraités, tout en étant soutenu par le succès d'une croissance retrouvée dès l'année suivante, sans recours à la dévaluation. Passée dans l'opposition à la suite de la défaite de la droite conservatrice en 2012, elle devient gouverneure adjointe de la banque centrale. Šimonytė affiche ouvertement son soutien aux droits des homosexuels, tout en remportant les primaires du parti conservateur Union de la patrie, sans en être officiellement membre.
Nausėda fait quant à lui recette sur le thème de l'injustice sociale et des inégalités. Banquier de métier, érudit mais novice en politique, il se fait connaitre du grand public en tant qu'analyste des questions économiques et financières pendant plus de dix ans. Bien que se réclamant candidat du centre droit, son point de vue modéré sur la plupart des questions rassemble largement dans la population, ses soutiens le dépeignant comme le candidat d'une certaine harmonie en politique. 
Son thème de prédilection finit d'ailleurs par s'étendre à l'ensemble des candidats - bien que suscitant des solutions différentes -, et devient le thème marquant de la campagne électorale. Les inégalités de revenus dans le pays sont parmi les plus fortes au sein des pays de l'Union européenne (UE), malgré une économie en forte croissance et des salaires en hausse. Environ un quart de la population lituanienne vit en dessous du seuil de pauvreté fixé à 307 euros mensuels, en particulier dans les zones rurales, tandis que l'émigration très forte d'une partie de la jeunesse vers le reste de l'UE affecte durement la démographie du pays. L'ensemble des candidats se déclarent cependant favorables à l'Union, ainsi qu'à l'OTAN, vus comme des remparts face à la politique du voisin russe,.

## Mode de scrutin
Le président lituanien est élu selon une forme modifiée du scrutin uninominal majoritaire à deux tours pour un mandat de cinq ans renouvelable une seule fois. Si aucun candidat ne recueille la majorité absolue des suffrages exprimés au premier tour avec un taux de participation d'au moins 50 %, ou n'arrive en tête avec un nombre de suffrages au moins égal au tiers du total des inscrits, un second tour est convoqué deux semaines plus tard. L'investiture du président élu doit être effective le 19 juillet 2019.
L'élection est pour la première précédée d'une période de vote anticipé par courrier ou en ligne étalée sur cinq jours du 6 au 10 mai inclus. Lors de l'ouverture des bureaux de vote le 12 mai, 10,75 % de la population inscrite sur les listes électorales ont ainsi déjà voté.

## Résultats
| Candidats                | Candidats                | Partis                   | Premier tour | Premier tour | Second tour | Second tour |
| Candidats                | Candidats                | Partis                   | Voix         | %            | Voix        | %           |
| ------------------------ | ------------------------ | ------------------------ | ------------ | ------------ | ----------- | ----------- |
|                          | Ingrida Šimonytė         | TS-LKD                   | 446 719      | 31,53        | 443 394     | 33,47       |
|                          | Gitanas Nausėda          | Indépendant              | 441 396      | 31,16        | 881 495     | 66,53       |
|                          | Saulius Skvernelis       | LVŽS                     | 279 413      | 19,72        |             |             |
|                          | Vytenis Andriukaitis     | LSDP                     | 68 118       | 4,81         |             |             |
|                          | Arvydas Juozaitis        | Indépendant              | 66 957       | 4,73         |             |             |
|                          | Valdemar Tomaševski      | LLRA–KŠS                 | 56 476       | 3,99         |             |             |
|                          | Mindaugas Puidokas       | Indépendant              | 37 036       | 2,61         |             |             |
|                          | Naglis Puteikis          | LCP                      | 11 302       | 0,80         |             |             |
|                          | Valentinas Mazuronis     | DP                       | 9 205        | 0,65         |             |             |
|                          |                          |                          |              |              |             |             |
| Votes valides            | Votes valides            | Votes valides            | 1 416 622    | 99,29        | 1 324 889   | 98,72       |
| Votes blancs et nuls     | Votes blancs et nuls     | Votes blancs et nuls     | 10 072       | 0,71         | 17 205      | 1,28        |
| Total                    | Total                    | Total                    | 1 426 694    | 100          | 1 342 094   | 100         |
| Abstention               | Abstention               | Abstention               | 1 060 221    | 42,63        | 1 148 927   | 46,12       |
| Inscrits / participation | Inscrits / participation | Inscrits / participation | 2 486 915    | 57,37        | 2 491 021   | 53,88       |

 Représentation des résultats du second tour :
| Gitanas Nausėda (66,53 %) |  |  | Ingrida Šimonytė (33,47 %) |
| ▲                         |  |  |                            |
| Majorité absolue          |  |  |                            |

## Conséquences
À la suite de son échec à se qualifier pour le second tour, le Premier ministre Saulius Skvernelis annonce qu'il démissionnera de ses fonctions le 12 juillet, le jour de la prise de serment du président élu. Il déclare ainsi « Mon échec à parvenir au second tour reflète l’estimation portée sur moi en tant qu’homme politique. J’accepte cette estimation et me dois de prendre cette décision. »,,,,.
Gitanas Nausėda prête serment le 12 juillet. Skvernelis revient cependant par la suite sur sa décision en décidant de rester en poste jusqu'aux législatives d'octobre 2020.